# Clavulina cavipes
Clavulina cavipes är en svampart som beskrevs av Corner 1950. Clavulina cavipes ingår i släktet Clavulina och familjen Clavulinaceae.   Inga underarter finns listade i Catalogue of Life.